# Georges Vincey
Georges Vincey, né le 19 novembre 1900 à Paris où il est mort le 21 février 1960, est un ouvrier serrurier et militant anarchiste.
En octobre 1954, il est le premier administrateur du nouveau journal de la Fédération anarchiste, Le Monde libertaire.

## Biographie
Georges Marie Vincey est le fils de Marie Georges Vincey (1863-1926), industriel, et de Marie Céline Loit (1861-1934), commerçante.
Jeune ouvrier serrurier, il rejoint, à la fin de la Première Guerre mondiale les Jeunesses syndicalistes.
C'est par le canal des idées de l'anarchisme individualiste qu'il vient au mouvement libertaire. Le communiste libertaire Georges Fontenis le qualifie d' « individualiste stirnérien ».
Se réclamant d'E. Armand, il se définit comme « un individualiste partisan de l'organisation basée sur la responsabilité de l'individu libre dans le cadre déterminé par des accords collectifs, d'organiser en dehors de toutes contraintes le travail qu'il avait accepté ».
Il milite à l’Union anarchiste puis, à partir de 1936, à la Fédération anarchiste de langue française.
Pendant l’Occupation allemande, il participe aux réunions clandestines qui permettent aux anarchistes parisiens de maintenir un contact.
Après la Seconde Guerre mondiale, il est parmi les refondateurs de la Fédération anarchiste aux côtés de, notamment, Robert Joulin, Henri Bouyé, Georges Fontenis, Suzy Chevet, Renée Lamberet, Maurice Joyeux, Aristide et Paul Lapeyre, Maurice Fayolle, Maurice Laisant, Giliane Berneri, Solange Dumont, Roger Caron, Henri Oriol et Paul Chery,.
Du 25 au 27 décembre, il participe à Paris au congrès de reconstruction de la Fédération anarchiste (organisation synthésiste) à partir des groupes exclus et d'anciens militants ayant quitté l'ancienne FA les années précédentes au vu des pratiques jugées autoritaires des communistes libertaires. Des principes de base sont rédigés de façon à regrouper le plus grand nombre d'anarchistes, toutes tendances confondues. Un pari difficile à tenir, car Maurice Joyeux, initiateur de cette FA reconstituée, est obligé de faire des compromis avec les anarchistes individualistes. Il en résulte un mode de fonctionnement que Joyeux jugeait « impossible » : la prise de décision à l'unanimité, chaque membre de la FA disposant d'un droit de veto sur toute orientation de la FA.
En octobre 1954, il est désigné comme administrateur du Monde libertaire, poste qu’il occupe jusqu'en mai 1959. André Devriendt lui succède.

## Commentaire
Selon l'historien Cédric Guérin : « Individualiste notoire, Georges Vincey n’était pas pour autant un farouche adversaire de l’organisation ; au contraire, il était partisan d’une organisation assez structurée, ce qui peut expliquer son adhésion à l’organisation synthésiste de 1953. Bon orateur, il était un de ceux qui préconisait la propagande orale, notamment à Marseille. Si selon Maurice Joyeux l’individualisme anarchiste de Vincey était un anarchisme de forte personnalité, il n’oublie pas dans ses mémoires de souligner le rôle important que peuvent jouer des individualistes tel Vincey, notamment en louant leurs respect total des principes fondamentaux de la philosophie anarchiste. »

## Notices
- Dictionnaire biographique, mouvement ouvrier, mouvement social : notice biographique.
- Dictionnaire des anarchistes, « Le Maitron » : notice biographique.
- Dictionnaire international des militants anarchistes : notice biographique.
- René Bianco, 100 ans de presse anarchiste : notice.